# Цигаль-Полищук, Мариэтта Сергеевна
Мариэ́тта Серге́евна Цига́ль-Полищу́к (14 октября 1984, Москва) — российская актриса

 театра и кино. Наиболее известна как исполнительница главной роли в биографическом сериале «Раневская».

## Биография
Родилась в Москве, мать — актриса Любовь Полищук, отец — художник Сергей Цигаль. Имя получила в честь прабабушки, советской писательницы армянского происхождения Мариэтты Шагинян.
Окончила РАТИ в 2006 году, курс С. А. Голомазова. В студенческие годы подрабатывала официанткой в кафе. По окончании института в 2006 году начала работать в театрах «У Никитских ворот» и «Модерн». В 2007—2022 годах работала в театре на Малой Бронной. Также занята в театральных проектах Театр.doc (роль Крупа в спектакле «Зеленые щеки апреля») и в независимом театральном проекте «Дочери СОСО» под руководством режиссёра Жени Беркович.
Одна из организаторов благотворительного фонда помощи детям-сиротам «Я не один», проводившего театральные фестивали в 2015 и 2017 годах и выездные лагеря для детдомовских детей с преподаванием предметов, относящихся к театральным профессиям.
В феврале 2023 года состоялась премьера биографического сериала «Раневская» с Мариэттой Цигаль-Полищук в главной роли актрисы Фаины Раневской.

## Театральные работы

#### Театр на Малой Бронной
| Спектакль                               | Роль                                      |
| --------------------------------------- | ----------------------------------------- |
| Бесы. Сцены из жизни Николая Ставрогина | Лизавета Тушина                           |
| Киномания.band                          | фр. Ne me quitte pas (с Дмитрем Сердюком) |
| Почтигород                              | Марвелин                                  |
| Сирано де Бержерак                      | Мать Маргарита                            |
| Белка                                   | Дельфин, член Зверсовета                  |
| Васса                                   | Анна, дочь Вассы                          |
| Тайна старого шкафа                     | фавн Тумнус                               |

#### Театральный проект «Дочери СОСО»
| Спектакль          | Роль     |
| ------------------ | -------- |
| Финист ясный сокол | Марьюшка |
| Считалка           |          |
| Рисовая собака     |          |
| Наше сокровище     |          |

Мариэтта Цигаль-Полищук ещё до создания спектакля «Финист ясный сокол» о женщинах, которые уезжают из России в Сирию, чтобы выйти замуж за радикальных исламистов, принимала участие в читке пьесы на фестивале «Любимовка». В мае 2023 года на основании опубликованной в Интернете видеозаписи этой читки было открыто театральное дело и арестованы автор пьесы Светлана Петрийчук и режиссёр спектакля Женя Беркович, поскольку деструктологическая экспертиза нашла в ней признаки оправдания терроризма и радикального исламизма. Мариэтта Цигаль-Полищук в интервью Катерине Гордеевой в июне 2023 года вспоминает, что ещё до начала работы над спектаклем авторы показывали текст пьесы представителям мусульманской общины, чтобы убедиться, что спектакль не будет оскорблять чувств верующих, и никто не мог предположить, что в пьесе и в спектакле есть что-либо противозаконное.

## Фильмография
| Год              |   | Название                | Роль                                            |
| ---------------- | - | ----------------------- | ----------------------------------------------- |
| 2005             | ф | Богиня прайм-тайма      | эпизод (нет в титрах)                           |
| 2006             | ф | Вы не оставите меня     | эпизод                                          |
| 2008             | ф | Я вернусь               | Роза                                            |
| 2009             | ф | Обитаемый остров        | женщина-офицер                                  |
| 2011             | ф | Наследница              | партнёрша Валерия                               |
| 2011             | ф | Печорин                 | эпизод                                          |
| 2011             | с | Побег-2                 | продавец                                        |
| 2013             | ф | Белка (фильм-спектакль) | Дельфин, член зверсовета и Ангел                |
| 2013             | ф | Куприн. Впотьмах        | эпизод                                          |
| 2014             | ф | Алёнка из Почитанки     | Лера                                            |
| 2014             | ф | Аромат шиповника        | Алина Ваасилевская                              |
| 2014             | с | Земский доктор-5        | Лена                                            |
| 2014             | с | Майские ленты           | роль второго плана, имя персонажа не обозначено |
| 2014             | ф | Новогодний рейс         | Катя, служащая аэропорта                        |
| 2015             | с | Таинственная страсть    | Софка (Зоя Богуславская)                        |
| 2015             | ф | Заговорённый            | Ева Хелмнер                                     |
| 2017             | с | Крылья империи          | Анна Ахматова                                   |
| 2021             | ф | Кроличья лапа           | Сима                                            |
| 2022             | с | Раневская               | Фаина Раневская (главная роль)                  |
| 2023—наст. время | с | Метод уборщицы          | Александра Мещерякова (главная роль)            |
| 2023             | с | Бриллиантовое сердце    | Анна Кречетова (главная роль)                   |
| 2023             | с | Цербер                  | Жозефина                                        |
| 2023             | с | Недетское кино          | Баба-Яга                                        |
| 2024             | с | Выжившие                | Седая                                           |

## Оценка творчества
При неоднозначном восприятии критикой сериала «Раневская» в целом игра исполнительницы главной роли получила высокие оценки.
В восторженном отклике кинокритика Валерия Кичина сообщается:

Должен сказать, что работа актрисы, которая отважилась настолько изобразить Раневскую и повторить самые любимые нами эпизоды из фильмов, — это вообще безумие! Она поражает. Актерски эта роль выполнена безупречно. На наших глазах родилась по-настоящему большая актриса, которая раньше была не очень заметна.
В рецензии кандидата филологических наук, кинокритика Кати Загвоздкиной отмечается, что несмотря на присутствие в фильме и других ярких актёров, «все они кружат вокруг самой Раневской в исполнении Мариэтты Цигаль-Полищук». Хотя создатели сериала пошли на риск, выбрав 38-летнюю актрису на роль, включающую эпизоды юности Фаины Раневской, «они попали в точку — и дело здесь не только в носе. Ее Раневская — обаятельная, остроумная, непосредственная, увлеченная — сразу вызывает эмпатию. Это тот персонаж, с которым легко провести восемь часов».
Кинокритик Максим Ершов в своей рецензии на сериал пишет, что исполнительница главной роли «прекрасно справилась со сложной задачей и солирует в проекте». Цигаль-Полищук повторяет Фаину Раневскую не только внешним обликом и манерой речи советской актрисы, но и успешно воспроизводит особенности актёрской игры столетней давности. Максим Ершов, в отличие от Кати Загвоздкиной, невысоко оценивает игру остальных актёров: «второстепенные персонажи появляются, исчезают и в одно мгновение забываются». И только обаяние и смелость Цигаль-Полищук создают «выпуклый и запоминающийся образ» Раневской, за путём которой интересно наблюдать.
Кинокритик и режиссёр Иван Афанасьев даёт сериалу отрицательную оценку: «Местами это выглядит даже как некоторое неуважение к фигуре великой артистки: выспренно, скучно, совершенно не цепляюще». Но при этом высоко оценивает исполнение центральной роли:

Есть один существенный момент, который не дает этой дорогой внешне, но трехгрошовой в душе опере развалиться в первой же серии, — исполнительница главной роли. Мариэтта Цигаль-Полищук, дочь другой великой советской актрисы, для которой это первая большая роль, несмотря на возраст (38 лет), отыгрывает личность Раневской с удивительной точностью и вдохновением. Возможно, ей не хватает чего-то, чтобы передать психофизику прототипа максимально точно, но это выдающееся преображение, которое служит надежным клеем для красивой, но хлипкой конструкции сериала. Наблюдать за Мариэттой, как она передает ужимки и манеру речи, невероятно интересно — эту роль хочется разглядывать под микроскопом, и не совсем понятно, сила ли это исходного материала, мастерство или совокупность факторов.

## Награды и номинации
| Год  | Премия                                                              | Категория                                   | Результат |
| ---- | ------------------------------------------------------------------- | ------------------------------------------- | --------- |
| 2023 | Международный кинофестиваль имени Вячеслава Тихонова «17 мгновений» | Лучшая женская роль («Раневская»)           | Победа    |
| 2023 | ТЭФИ-2023                                                           | Актриса исторического сериала («Раневская») | Победа    |
| 2024 | Премия Ассоциации продюсеров кино и телевидения                     | Лучшая актриса сериала («Раневская»)        | Победа    |

## Семья
Первый муж — актёр Театра на Малой Бронной Дмитрий Сердюк, сын Григорий.
Второй муж — Александр Андриевич, продюсер и директор проекта «Дочери СОСО». После ареста Жени Беркович, режиссёра проекта «Дочери СОСО», по «театральному делу» Мариэтта Цигаль-Полищук взяла под опеку её приёмных дочерей. Как актриса, занятая в спектакле «Финист ясный сокол», выступала в суде в качестве свидетеля по этому делу.